# Юго-восток штата Пара
Юго-восток штата Пара (порт. Mesorregião do Sudeste Paraense) — административно-статистический мезорегион в Бразилии, входит в штат Пара. Население составляет 1 647 514 человек на 2010 год. Занимает площадь 297 367,667 км². Плотность населения — 5,54 чел./км².

## Демография
Согласно сведениям, собранным в ходе переписи 2010 г. Национальным институтом географии и статистики (IBGE), население мезорегиона составляет:
| Полное население                            | Полное население                            | Полное население                            | Полное население                            | 1 647 514 |
| ------------------------------------------- | ------------------------------------------- | ------------------------------------------- | ------------------------------------------- | --------- |
| в том числе:                                | Городское население                         | 1 149 816                                   | Процент городского населения, %             | 69,79     |
|                                             | Сельское население                          | 497 698                                     | Процент сельского населения, %              | 30,21     |
|                                             | Мужское население                           | 849 031                                     | Процент мужского населения, %               | 51,53     |
|                                             | Женское население                           | 798 483                                     | Процент женского населения, %               | 48,47     |
| Плотность населения, чел/км²                | Плотность населения, чел/км²                | Плотность населения, чел/км²                | Плотность населения, чел/км²                | 5,54      |
| Население мезорегиона в % к населению штата | Население мезорегиона в % к населению штата | Население мезорегиона в % к населению штата | Население мезорегиона в % к населению штата | 21,73     |

## Статистика
- Валовой внутренний продукт на 2003 год составляет 8 873 401.641,00 реалов (данные: Бразильский институт географии и статистики).
- Валовой внутренний продукт на душу населения на 2003 год составляет 6755,98 реалов (данные: Бразильский институт географии и статистики).
- Индекс развития человеческого потенциала на 2000 год составляет 0,694 (данные: Программа развития ООН).

## Состав мезорегиона
В мезорегион входят следующие микрорегионы:
1. Консейсан-ду-Арагуайа
2. Мараба
3. Парагоминас
4. Парауапебас
5. Реденсан
6. Сан-Фелис-ду-Шингу
7. Тукуруи